# Острый Шпиль
Острый Шпиль (укр. Гострий Шпиль) — село, Терновский поселковый совет, Недригайловский район, Сумская область, Украина.
Код КОАТУУ — 5923555603. Население по переписи 2001 года составляло 35 человек .

## Географическое положение
Село Острый Шпиль находится на правом берегу реки Терн, выше по течению на расстоянии в 1 км расположено село Нижняя Сагаревка (Бурынский район), ниже по течению примыкает пгт Терны, на противоположном берегу — село Ковшик. По селу протекает пересыхающий ручей с запрудой.